# UCI ProSeries 2020
L'UCI ProSeries 2020 és la primera edició de l'UCI ProSeries Tour, el segon nivell de competicions dins l'ordre d'importància de les curses ciclistes masculines rere l'UCI World Tour. Aquesta divisió, gestionada per la Unió Ciclista Internacional, està formada per 54 competicions organitzades entre el 26 de gener i el 18 d'octubre de 2020 a Europa, Amèrica i Àsia.
La pandèmia per coronavirus obligà a suspendre un bon nombre de curses de la temporada.

## Curses
Aquesta edició inclou 54 curses, 30 d'un sol dia (1.Pro) i 24 curses per etapes (2.Pro). De les 54 curses, 48 es disputen a Europa, 3 a l'Àsia i 3 més a Amèrica. Les proves es van seleccionar a partir de les antigues curses de categoria HC, algunes de primera categoria i noves curses situades en països emergents i considerades estratègiques. La Volta a Turquia, relegada del World Tour ha estat inclosa en aquest calendari.
El desembre de 2019 la Volta a Noruega, programada entre el 28 de maig i el 2 de juny, fou suspesa per motius financers. El gener del 2020 el Tour d'Oman va ser cancel·lat per la mort del sultà d'Oman Qabus ibn Said i el posterior dol nacional de 40 dies. A finals de gener fou el Tour de Hainan el que es va cancel·lar per culpa de l'epidèmia per coronavirus.

## Evolució del calendari

### Gener
| Data | Cursa            | País      | Cat.  | Vencedor        | Equip                 | Ref.  |
| ---- | ---------------- | --------- | ----- | --------------- | --------------------- | ----- |
| 26-2 | Volta a San Juan | Argentina | 2.Pro | Remco Evenepoel | Deceuninck-Quick Step | [ 7 ] |

### Febrer
| Data  | Cursa                           | País     | Cat.  | Vencedor         | Equip                 | Ref.   |
| ----- | ------------------------------- | -------- | ----- | ---------------- | --------------------- | ------ |
| 5-9   | Volta a la Comunitat Valenciana | Espanya  | 2.Pro | Tadej Pogačar    | UAE Team Emirates     | [ 8 ]  |
| 7-14  | Tour de Langkawi                | Malàisia | 2.Pro | Danilo Celano    | Sapura                | [ 9 ]  |
| 13-16 | Tour La Provence                | França   | 2.Pro | Nairo Quintana   | Arkéa-Samsic          | [ 10 ] |
| 16    | Clàssica d'Almeria              | Espanya  | 1.Pro | Pascal Ackermann | Bora-Hansgrohe        | [ 11 ] |
| 16    | Trofeu Laigueglia               | Itàlia   | 1.Pro | Giulio Ciccone   | Itàlia                | [ 12 ] |
| 19-23 | Volta a l'Algarve               | Portugal | 2.Pro | Remco Evenepoel  | Deceuninck-Quick Step | [ 13 ] |
| 19-23 | Volta a Andalusia               | Espanya  | 2.Pro | Jakob Fuglsang   | Astana                | [ 14 ] |
| 29    | Faun-Ardèche Classic            | França   | 1.Pro | Rémi Cavagna     | Deceuninck-Quick Step | [ 15 ] |

### Març
| Data | Cursa                       | País    | Cat.  | Vencedor       | Equip                 | Ref.   |
| ---- | --------------------------- | ------- | ----- | -------------- | --------------------- | ------ |
| 1    | Royal Bernard Drôme Classic | França  | 1.Pro | Simon Clarke   | EF Pro Cycling        | [ 16 ] |
| 1    | Kuurne-Brussel·les-Kuurne   | Bèlgica | 1.Pro | Kasper Asgreen | Deceuninck-Quick Step | [ 17 ] |

### Juliol
| Data | Cursa          | País    | Cat.  | Vencedor        | Equip                 | Ref.   |
| ---- | -------------- | ------- | ----- | --------------- | --------------------- | ------ |
| 28-1 | Volta a Burgos | Espanya | 2.Pro | Remco Evenepoel | Deceuninck-Quick Step | [ 18 ] |

### Agost
| Data  | Cursa                    | País    | Cat.  | Vencedor          | Equip            | Ref.   |
| ----- | ------------------------ | ------- | ----- | ----------------- | ---------------- | ------ |
| 3     | Trittico Lombardo        | Itàlia  | 1.Pro | Gorka Izagirre    | Team Astana      | [ 19 ] |
| 5     | Milà-Torí                | Itàlia  | 1.Pro | Arnaud Démare     | Groupama-FDJ     | [ 20 ] |
| 12    | Giro del Piemont         | Itàlia  | 1.Pro | George Bennett    | Team Jumbo-Visma | [ 21 ] |
| 15    | Dwars door het Hageland  | Bèlgica | 1.Pro | Jonas Rickaert    | Alpecin-Fenix    | [ 22 ] |
| 16-19 | Tour de Valònia          | Bèlgica | 2.Pro | Arnaud Démare     | Groupama-FDJ     | [ 23 ] |
| 18    | Giro d'Emília            | Itàlia  | 1.Pro | Aleksandr Vlàssov | Team Astana      | [ 24 ] |
| 30    | Brussels Cycling Classic | Bèlgica | 1.Pro | Tim Merlier       | Alpecin-Fenix    | [ 25 ] |

### Setembre
| Data  | Cursa                         | País      | Cat.  | Vencedor     | Equip             | Ref.   |
| ----- | ----------------------------- | --------- | ----- | ------------ | ----------------- | ------ |
| 15-19 | Volta a Luxemburg             | Luxemburg | 2.Pro | Diego Ulissi | UAE Team Emirates | [ 26 ] |
| 17    | Coppa Sabatini-GP de Peccioli | Itàlia    | 1.Pro | Dion Smith   | Mitchelton-Scott  |        |

### Octubre
| Data | Cursa             | País    | Cat.  | Vencedor           | Equip                 | Ref.   |
| ---- | ----------------- | ------- | ----- | ------------------ | --------------------- | ------ |
| 7    | Fletxa Brabançona | Bèlgica | 1.Pro | Julian Alaphilippe | Deceuninck-Quick Step | [ 27 ] |
| 11   | París-Tours       | França  | 1.Pro | Casper Pedersen    | Team Sunweb           | [ 28 ] |
| 14   | Scheldeprijs      | Bèlgica | 1.Pro | Caleb Ewan         | Lotto-Soudal          | [ 29 ] |

### Curses suspeses
| Data                   | Cursa                                                | País            | Cat.  |
| ---------------------- | ---------------------------------------------------- | --------------- | ----- |
| 11-16 de febrer        | Tour d'Oman                                          | Oman            | 2.Pro |
| 23 de febrer-1 de març | Tour de Hainan                                       | R.P. de la Xina | 2.Pro |
| 8 de març              | Gran Premi de la indústria i l'artesanat de Larciano | Itàlia          | 1.Pro |
| 18 de març             | Danilith Nokere Koerse                               | Bèlgica         | 1.Pro |
| 19 de març             | Gran Premi de Denain-Porte du Hainaut                | França          | 1.Pro |
| 20 de març             | Bredene Koksijde Classic                             | Bèlgica         | 1.Pro |
| 4 d'abril              | Gran Premi Miguel Indurain                           | Espanya         | 1.Pro |
| 8 d'abril              | Grote Scheldeprijs                                   | Bèlgica         | 1.Pro |
| 12-19 d'abril          | Volta a Turquia                                      | Turquia         | 2.Pro |
| 15 d'abril             | Fletxa Brabançona                                    | Bèlgica         | 1.Pro |
| 19 d'abril             | Tro Bro Leon                                         | França          | 1.Pro |
| 20-24 d'abril          | Tour dels Alps                                       | Itàlia          | 2.Pro |
| 30 d'abril-3 de maig   | Tour de Yorkshire                                    | Regne Unit      | 2.Pro |
| 5-10 de maig           | Quatre Dies de Dunkerque                             | França          | 2.Pro |
| 16 de maig             | Gran Premi de Plumelec-Morbihan                      | França          | 1.Pro |
| 21-24 de maig          | Volta a Noruega                                      | Noruega         | 2.Pro |
| 28-31 de maig          | Boucles de la Mayenne                                | França          | 2.Pro |
| 3-7 de juny            | ZLM Tour                                             | Països Baixos   | 2.Pro |
| 10-14 de juny          | Volta a Bèlgica                                      | Bèlgica         | 2.Pro |
| 10-14 de juny          | Volta a Eslovènia                                    | Eslovènia       | 2.Pro |
| 17 de juny             | Dwars door het Hageland                              | Bèlgica         | 1.Pro |
| 27 de juny-3 de juliol | Volta a Àustria                                      | Àustria         | 2.Pro |
| 7-14 de juliol         | Volta al llac Qinghai                                | R.P. de la Xina | 2.Pro |
| 3-9 d'agost            | Tour de Utah                                         | Estats Units    | 2.Pro |
| 6-9 d'agost            | Arctic Race of Norway                                | Noruega         | 2.Pro |
| 20-23 d'agost          | Volta a Alemanya                                     | Alemanya        | 2.Pro |
| 1-5 de setembre        | Volta a Dinamarca                                    | Dinamarca       | 2.Pro |
| 6 de setembre          | Maryland Cycling Classic                             | Estats Units    | 1.Pro |
| 6-13 de setembre       | Volta a la Gran Bretanya                             | Regne Unit      | 2.Pro |
| 12 de setembre         | Eurométropole Tour                                   | Bèlgica         | 1.Pro |
| 13 de setembre         | Gran Premi de Fourmies                               | França          | 1.Pro |
| 16 de setembre         | Gran Premi de Valònia                                | Bèlgica         | 1.Pro |
| 19 de setembre         | Primus Classic                                       | Bèlgica         | 1.Pro |
| 1 d'octubre            | Coppa Bernocchi-GP BPM                               | Itàlia          | 1.Pro |
| 3 d'octubre            | Tour de Münster                                      | Alemanya        | 1.Pro |
| 8 d'octubre            | Tre Valli Varesine                                   | Itàlia          | 1.Pro |
| 18 d'octubre           | Japan Cup Cycle Road Race                            | Japó            | 1.Pro |